# Girolamo Verospi
Girolamo Verospi (Roma, 27 de julho de 1599 - Osimo, 5 de janeiro de 1652) foi um cardeal do século XVII

## Biografia
Nasceu em Roma em 27 de julho de 1599. Filho de Ferdinando Verospi e Giulia de' Massimi. Sobrinho do cardeal Fabrizio Verospi (1627).
Estudou direito..
Advogado de causas na Cúria Romana. Auditor da Sagrada Rota Romana, 1627, sucedendo a seu tio Fabrizio..
Criado cardeal sacerdote no consistório de 16 de dezembro de 1641; recebeu o gorro vermelho e o título de S. Agnese in Agone, 10 de fevereiro de 1642. Nomeado membro da Suprema Sagrada Congregação do Santo Ofício em 1642..
Eleito bispo de Osimo, com dispensa por ainda não ter recebido as sagradas ordens, em 10 de fevereiro de 1642. Consagrado, domingo, 27 de abril de 1642, capela Sistina, Roma, pelo cardeal Antonio Barberini, sêniore , OFMCap., assistido por Fausto Poli , titular arcebispo de Amasea, e por Celso Zani, ex-bispo de Città della Pieve. Na mesma cerimônia foi consagrado o cardeal Giulio Gabrielli, bispo de Ascoli Pisceno. Entrou na diocese de Osimo em 8 de fevereiro de 1644. Participou do conclave de 1644, que elegeu o Papa Inocêncio X..
Morreu em Osimo em 5 de janeiro de 1652. A notícia de sua morte chegou a Roma em 7 de janeiro de 1652. Sepultado junto ao altar de S. Girolamo, na capela de Nossa Senhora, na catedral de Osimo. Em 29 de abril de 1666, seus restos mortais foram transferidos para Roma e enterrados no túmulo de seu ancestral na igreja da SS. Trinità al Monte Pincio..